# Zdrapywacze
Zdrapywacze (skrobacze, spasacze) – funkcjonalna grupa troficzna bezkręgowców wodnych, odżywiająca się peryfitonem, zeskrobując z powierzchni kamieni, kłód drewna itd. W pokarmie oprócz glonów pojawiają się także kolonijne orzęski i inne małe bezkręgowce, współwystępujące w peryfitonie.
Przykłady zdrapywaczy: chruściki, jętki.